# Pterodaustro
Pterodaustro é um gênero de pterossauro pterodactylóide ctenochasmatídeo da América do Sul . Seus restos fósseis datam do período Cretáceo Inferior, cerca de 105 milhões de anos atrás.

## Descoberta e nomenclatura

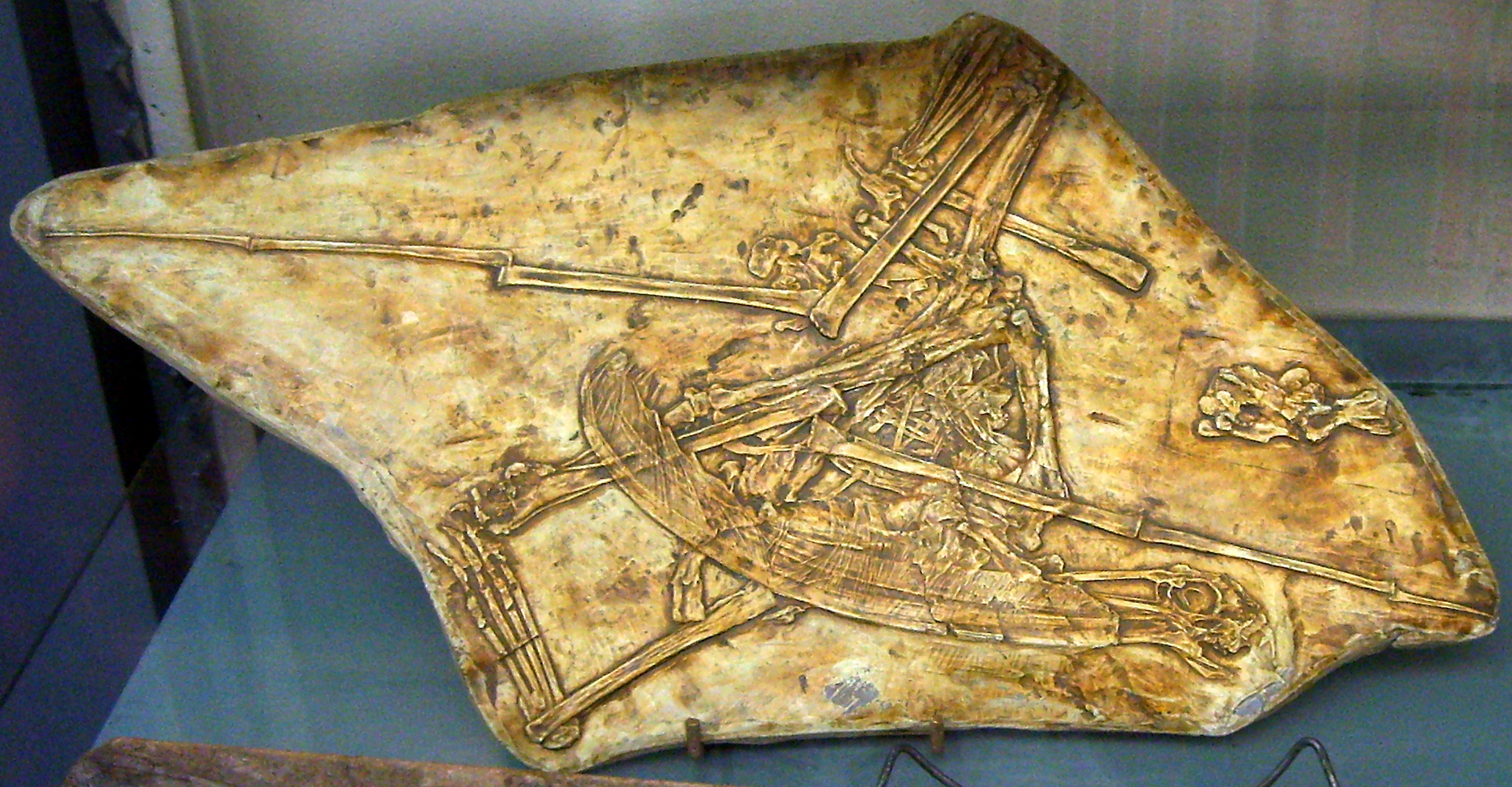
Elenco fóssil, Museu Nacional de História Natural, Paris

.Os primeiros fósseis, entre eles o holótipo PVL 2571, um osso da coxa, foram descobertos durante o final da década de 1960 por José Bonaparte na Formação Lagarcito, situada na província de San Luis, na Argentina, e datando do Albiano . O gênero mais tarde também foi encontrado no Chile na Formação Santa Ana. Na unidade argentina, os apenas 50 metro quadrados (540 sq ft) grande "Loma del Pterodaustro ", desde então, durante diversas expedições, foram coletados mais de 750 exemplares de Pterodaustro, sendo 288 deles catalogados até 2008. Isso faz da espécie um dos pterossauros mais conhecidos, com exemplares de todas as fases de crescimento, do ovo ao adulto.
O gênero foi nomeado em 1969 por José Bonaparte como um nomen nudum ainda não descrito. A primeira descrição ocorreu em 1970, tornando o nome válido, sendo a espécie-tipo Pterodaustro guiñazui . O nome genérico é derivado do grego pteron, "asa" e do latim auster, "sul (vento)". Os elementos são combinados como um pteron de austro condensado, "asa do sul". O nome específico homenageia o paleontólogo Román Guiñazú . Foi alterado em 1978 por Peter Wellnhofer para guinazui, porque sinais diacríticos como o til não são permitidos em nomes específicos.

## Descrição

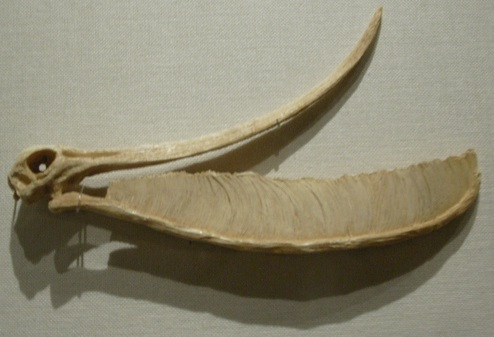
Crânio restaurado

O focinho bastante comprido curvava-se fortemente para cima, e a mandíbula continha milhares de dentes modificados em forma de cerdas, que projetavam-se para fora da boca. Os dentes mediam 3 cm e, com uma espessura de apenas 0,2 a 0,3 mm, deviam ser flexíveis. Esse estranho arranjo das maxilas permitia que o Pterodaustro enchesse o bico de água e a drenasse através das cerdas, retendo na boca somente crustáceos, plâncton, algas e outras criaturas pequenas. Uma vez capturado, o alimento era esmagado pelos pequenos dentes arredondados da maxila superior.
Seu tronco alongado e os pés largos eram adaptados para nadar, mas, por causa do corpo e o pescoço compridos e as pernas relativamente curtas, o Pterodaustro devia ter dificuldades para alçar voo. Desse modo, ele precisava decolar em um ângulo baixo e em áreas abertas, muito semelhante aos gansos e cisnes de hoje. Os ovos desse animal eram alongados, medindo 6 por 2,2 cm; os filhotes cresciam rápido em seus dois primeiros anos de vida, período em que atingiam metade do tamanho máximo e chegavam à idade adulta, mas continuavam a crescer mais lentamente durante quatro ou cinco anos.
O Pterodaustro tem um crânio muito alongado, de até 29 centímetros (11 pol) longo. A porção na frente das órbitas oculares compreende 85% do comprimento do crânio. O focinho longo e a mandíbula inferior curvam-se fortemente para cima; a tangente na ponta do focinho é perpendicular à da articulação da mandíbula. Pterodaustro tem cerca de mil dentes modificados semelhantes a cerdas em suas mandíbulas inferiores que podem ter sido usados para extrair crustáceos, plâncton, algas e outras pequenas criaturas da água. Esses dentes ficam em sua maior parte não em alvéolos separados, mas em dois longos sulcos paralelos às bordas da mandíbula. Eles têm um comprimento de 3 centímetros (0,098 pé) e têm seção transversal oval, com largura de apenas 0,2 a 0,3 milímetros (0,0 079 a 0,012 pol) . A princípio, suspeitou-se que essas estruturas não eram dentes verdadeiros, mas pesquisas posteriores estabeleceram que eram construídas como dentes normais, incluindo esmalte, dentina e polpa . Apesar de serem feitos de material muito duro, eles ainda poderiam ter sido flexíveis até certo ponto devido à sua extrema relação comprimento-largura, sendo possível uma curvatura de até 45 graus. As mandíbulas superiores também possuíam dentes, mas eram muito pequenos, com base cônica plana e coroa em forma de espátula. Esses dentes também não possuem alvéolos separados, mas aparentemente eram presos por ligamentos em uma almofada dentária especial, que também era coberta por pequenos ossículos, ou placas ósseas.
A parte posterior do crânio também era bastante alongada e em posição baixa; existem algumas indicações para uma crista parietal baixa.
Pterodaustro tinha envergadura máxima de asa adulta de aproximadamente 3 m (9.8 ft) e uma massa corporal máxima de aproximadamente 9.2 kg (20 lb) . Seus membros posteriores são bastante robustos e seus pés grandes. Sua cauda é alongada exclusivamente para um pterodáctilo, contendo vinte e duas vértebras caudais, enquanto outros membros deste grupo têm no máximo dezesseis.

## Paleobiologia

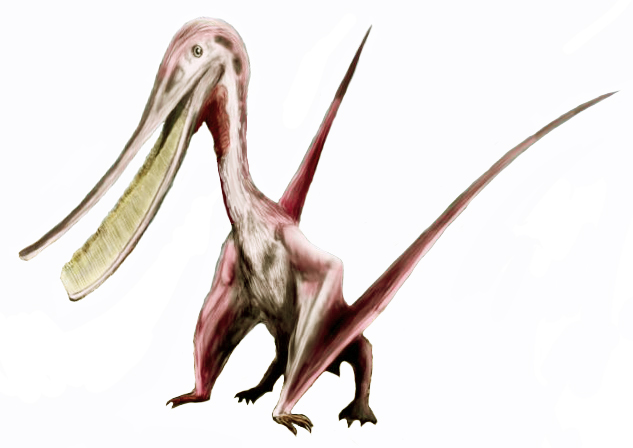
Restauração de vida

Pterodaustro provavelmente coou a comida com seu pente de dente, método denominado "alimentação por filtro", também praticado pelos flamingos modernos. Depois de pegar o alimento, o Pterodaustro provavelmente o esmagou com os pequenos dentes globulares presentes na mandíbula superior. Assim como outros ctenochasmatoides, o Pterodaustro possui tronco longo e patas traseiras proporcionalmente massivas e abertas, adaptações para a natação .
Robert Bakker sugeriu que, como os flamingos, a dieta deste pterossauro pode ter resultado em uma tonalidade rosada .
Foram encontrados pelo menos dois exemplares de Pterodaustro, MIC V263 e MIC V243, com cálculos de moela na cavidade estomacal, os primeiros já relatados para qualquer pterossauro. Esses aglomerados de pequenas pedras com bordas angulares apoiam a ideia de que Pterodaustro comia principalmente pequenos crustáceos aquáticos de casca dura usando alimentação por filtro. Esses invertebrados são abundantes nos sedimentos do sítio fóssil.
Um estudo dos estágios de crescimento do Pterodaustro concluiu que os juvenis cresceram relativamente rápido nos primeiros dois anos, atingindo cerca de metade do tamanho adulto. Depois atingiram a maturidade sexual, crescendo em ritmo mais lento durante quatro a cinco anos, até que houve uma determinada parada de crescimento.
Em 2004 foi relatado um embrião de Pterodaustro em um ovo, espécime MHIN-UNSL-GEO-V246. O ovo era alongado, 6 centímetros (2,4 pol) de comprimento e 22 milímetros (0,87 pol) de diâmetro, e sua concha principalmente flexível era coberta com uma fina camada de calcita, 0,3 milímetros de espessura. Ovos preservados tridimensionalmente foram relatados em 2014.
Comparações entre os anéis esclerais de Pterodaustro e pássaros e répteis modernos sugerem que ele pode ter sido noturno e semelhante em padrões de atividade aos pássaros anseriformes modernos que se alimentam à noite, embora o método desta pesquisa seja questionado por alguns pesquisadores.
Por causa de seu torso e pescoço longos e pernas comparativamente curtas, o Pterodaustro foi o único entre os pterossauros a ter dificuldades de lançamento. Mesmo com o mecanismo de lançamento quadrúpede dos pterossauros, seriam necessárias descolagens frenéticas e em ângulos bastante baixos, possíveis apenas em áreas abertas, tal como acontece com os gansos e cisnes modernos.

## Filogenia
Bonaparte em 1970 atribuiu Pterodaustro aos Pterodactylidae ; em 1971 para um Pterodaustriidae . No entanto, a partir de 1996 estudos cladísticos realizados por Alexander Kellner e David Unwin mostraram uma posição dentro da família Ctenochasmatidae, juntamente com outros filtradores.

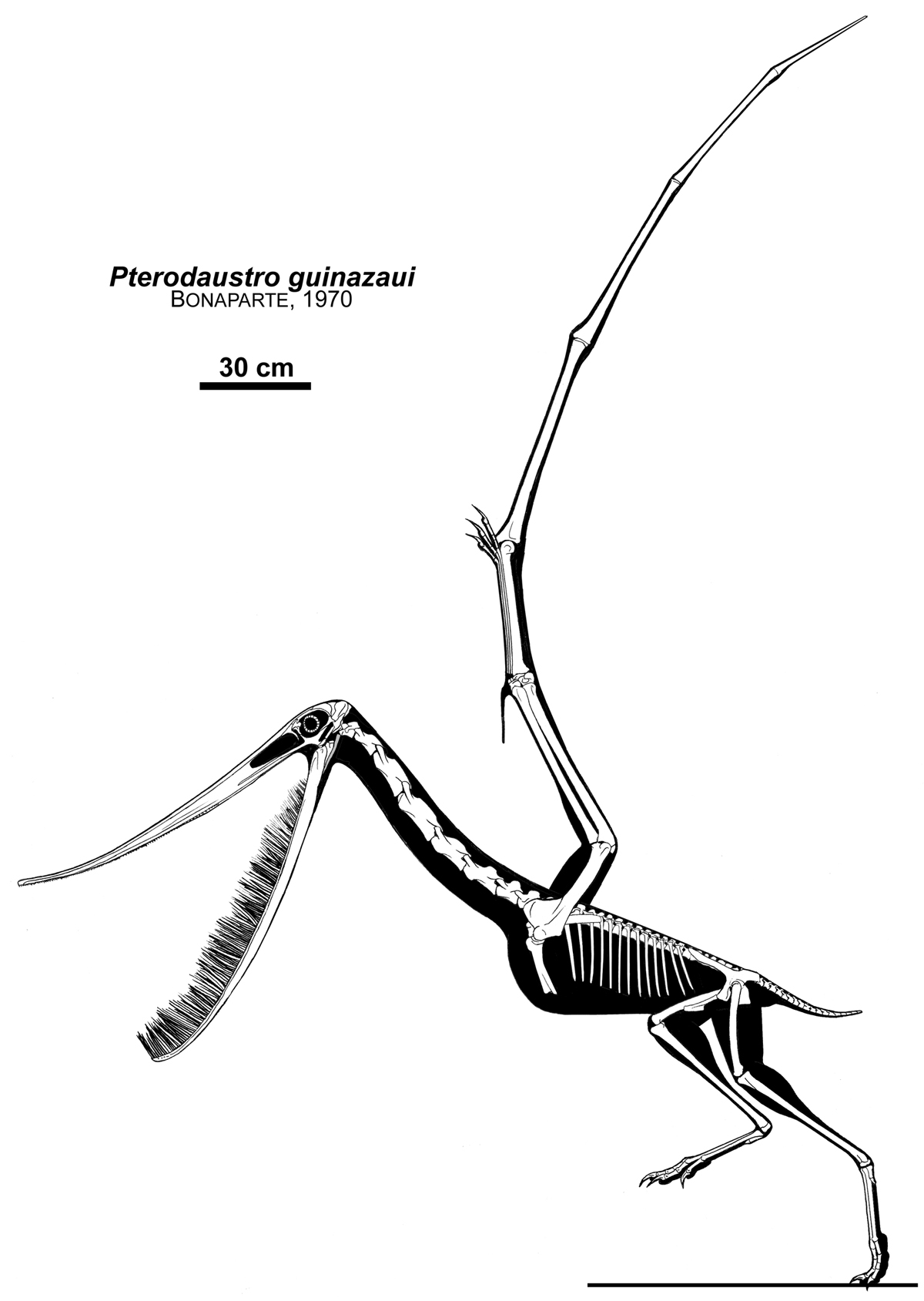
Restauração esquelética

Em 2018, uma topologia de Longrich, Martill e Andres recuperou Pterodaustro dentro da família Ctenochasmatidae, mais precisamente dentro da tribo chamada Pterodaustrini, em posição mais basal que Beipiaopterus e Gegepterus .

|  | Pterodaustro                                                 |
|  |                                                              |
|  | \| \| Beipiaopterus \| \| \| \| \| \| Gegepterus \| \| \| \| |
|  |                                                              |
|  | Beipiaopterus                                                |
|  |                                                              |
|  | Gegepterus                                                   |
|  |                                                              |

|  | Beipiaopterus |
|  |               |
|  | Gegepterus    |
|  |               |

|  | Pterodaustro                                                 |
|  |                                                              |
|  | \| \| Beipiaopterus \| \| \| \| \| \| Gegepterus \| \| \| \| |
|  |                                                              |
|  | Beipiaopterus                                                |
|  |                                                              |
|  | Gegepterus                                                   |
|  |                                                              |

|  | Beipiaopterus |
|  |               |
|  | Gegepterus    |
|  |               |

|  | Moganopterus |
|  |              |
|  | Feilongus    |
|  |              |

|  | Huanhepterus                                                      |
|  |                                                                   |
|  | \| \| Plataleorhynchus \| \| \| \| \| \| Gnathosaurus \| \| \| \| |
|  |                                                                   |
|  | Plataleorhynchus                                                  |
|  |                                                                   |
|  | Gnathosaurus                                                      |
|  |                                                                   |

|  | Plataleorhynchus |
|  |                  |
|  | Gnathosaurus     |
|  |                  |

|  | Huanhepterus                                                      |
|  |                                                                   |
|  | \| \| Plataleorhynchus \| \| \| \| \| \| Gnathosaurus \| \| \| \| |
|  |                                                                   |
|  | Plataleorhynchus                                                  |
|  |                                                                   |
|  | Gnathosaurus                                                      |
|  |                                                                   |

|  | Plataleorhynchus |
|  |                  |
|  | Gnathosaurus     |
|  |                  |

|  | Huanhepterus                                                      |
|  |                                                                   |
|  | \| \| Plataleorhynchus \| \| \| \| \| \| Gnathosaurus \| \| \| \| |
|  |                                                                   |
|  | Plataleorhynchus                                                  |
|  |                                                                   |
|  | Gnathosaurus                                                      |
|  |                                                                   |

|  | Plataleorhynchus |
|  |                  |
|  | Gnathosaurus     |
|  |                  |

|  | Huanhepterus                                                      |
|  |                                                                   |
|  | \| \| Plataleorhynchus \| \| \| \| \| \| Gnathosaurus \| \| \| \| |
|  |                                                                   |
|  | Plataleorhynchus                                                  |
|  |                                                                   |
|  | Gnathosaurus                                                      |
|  |                                                                   |

|  | Plataleorhynchus |
|  |                  |
|  | Gnathosaurus     |
|  |                  |

|  | Moganopterus |
|  |              |
|  | Feilongus    |
|  |              |

|  | Huanhepterus                                                      |
|  |                                                                   |
|  | \| \| Plataleorhynchus \| \| \| \| \| \| Gnathosaurus \| \| \| \| |
|  |                                                                   |
|  | Plataleorhynchus                                                  |
|  |                                                                   |
|  | Gnathosaurus                                                      |
|  |                                                                   |

|  | Plataleorhynchus |
|  |                  |
|  | Gnathosaurus     |
|  |                  |

|  | Huanhepterus                                                      |
|  |                                                                   |
|  | \| \| Plataleorhynchus \| \| \| \| \| \| Gnathosaurus \| \| \| \| |
|  |                                                                   |
|  | Plataleorhynchus                                                  |
|  |                                                                   |
|  | Gnathosaurus                                                      |
|  |                                                                   |

|  | Plataleorhynchus |
|  |                  |
|  | Gnathosaurus     |
|  |                  |

|  | Huanhepterus                                                      |
|  |                                                                   |
|  | \| \| Plataleorhynchus \| \| \| \| \| \| Gnathosaurus \| \| \| \| |
|  |                                                                   |
|  | Plataleorhynchus                                                  |
|  |                                                                   |
|  | Gnathosaurus                                                      |
|  |                                                                   |

|  | Plataleorhynchus |
|  |                  |
|  | Gnathosaurus     |
|  |                  |

|  | Huanhepterus                                                      |
|  |                                                                   |
|  | \| \| Plataleorhynchus \| \| \| \| \| \| Gnathosaurus \| \| \| \| |
|  |                                                                   |
|  | Plataleorhynchus                                                  |
|  |                                                                   |
|  | Gnathosaurus                                                      |
|  |                                                                   |

|  | Plataleorhynchus |
|  |                  |
|  | Gnathosaurus     |
|  |                  |

|  | Moganopterus |
|  |              |
|  | Feilongus    |
|  |              |

|  | Huanhepterus                                                      |
|  |                                                                   |
|  | \| \| Plataleorhynchus \| \| \| \| \| \| Gnathosaurus \| \| \| \| |
|  |                                                                   |
|  | Plataleorhynchus                                                  |
|  |                                                                   |
|  | Gnathosaurus                                                      |
|  |                                                                   |

|  | Plataleorhynchus |
|  |                  |
|  | Gnathosaurus     |
|  |                  |

|  | Huanhepterus                                                      |
|  |                                                                   |
|  | \| \| Plataleorhynchus \| \| \| \| \| \| Gnathosaurus \| \| \| \| |
|  |                                                                   |
|  | Plataleorhynchus                                                  |
|  |                                                                   |
|  | Gnathosaurus                                                      |
|  |                                                                   |

|  | Plataleorhynchus |
|  |                  |
|  | Gnathosaurus     |
|  |                  |

|  | Huanhepterus                                                      |
|  |                                                                   |
|  | \| \| Plataleorhynchus \| \| \| \| \| \| Gnathosaurus \| \| \| \| |
|  |                                                                   |
|  | Plataleorhynchus                                                  |
|  |                                                                   |
|  | Gnathosaurus                                                      |
|  |                                                                   |

|  | Plataleorhynchus |
|  |                  |
|  | Gnathosaurus     |
|  |                  |

|  | Huanhepterus                                                      |
|  |                                                                   |
|  | \| \| Plataleorhynchus \| \| \| \| \| \| Gnathosaurus \| \| \| \| |
|  |                                                                   |
|  | Plataleorhynchus                                                  |
|  |                                                                   |
|  | Gnathosaurus                                                      |
|  |                                                                   |

|  | Plataleorhynchus |
|  |                  |
|  | Gnathosaurus     |
|  |                  |

|  | Moganopterus |
|  |              |
|  | Feilongus    |
|  |              |

|  | Huanhepterus                                                      |
|  |                                                                   |
|  | \| \| Plataleorhynchus \| \| \| \| \| \| Gnathosaurus \| \| \| \| |
|  |                                                                   |
|  | Plataleorhynchus                                                  |
|  |                                                                   |
|  | Gnathosaurus                                                      |
|  |                                                                   |

|  | Plataleorhynchus |
|  |                  |
|  | Gnathosaurus     |
|  |                  |

|  | Huanhepterus                                                      |
|  |                                                                   |
|  | \| \| Plataleorhynchus \| \| \| \| \| \| Gnathosaurus \| \| \| \| |
|  |                                                                   |
|  | Plataleorhynchus                                                  |
|  |                                                                   |
|  | Gnathosaurus                                                      |
|  |                                                                   |

|  | Plataleorhynchus |
|  |                  |
|  | Gnathosaurus     |
|  |                  |

|  | Huanhepterus                                                      |
|  |                                                                   |
|  | \| \| Plataleorhynchus \| \| \| \| \| \| Gnathosaurus \| \| \| \| |
|  |                                                                   |
|  | Plataleorhynchus                                                  |
|  |                                                                   |
|  | Gnathosaurus                                                      |
|  |                                                                   |

|  | Plataleorhynchus |
|  |                  |
|  | Gnathosaurus     |
|  |                  |

|  | Huanhepterus                                                      |
|  |                                                                   |
|  | \| \| Plataleorhynchus \| \| \| \| \| \| Gnathosaurus \| \| \| \| |
|  |                                                                   |
|  | Plataleorhynchus                                                  |
|  |                                                                   |
|  | Gnathosaurus                                                      |
|  |                                                                   |

|  | Plataleorhynchus |
|  |                  |
|  | Gnathosaurus     |
|  |                  |

|  | Pterodaustro                                                 |
|  |                                                              |
|  | \| \| Beipiaopterus \| \| \| \| \| \| Gegepterus \| \| \| \| |
|  |                                                              |
|  | Beipiaopterus                                                |
|  |                                                              |
|  | Gegepterus                                                   |
|  |                                                              |

|  | Beipiaopterus |
|  |               |
|  | Gegepterus    |
|  |               |

|  | Pterodaustro                                                 |
|  |                                                              |
|  | \| \| Beipiaopterus \| \| \| \| \| \| Gegepterus \| \| \| \| |
|  |                                                              |
|  | Beipiaopterus                                                |
|  |                                                              |
|  | Gegepterus                                                   |
|  |                                                              |

|  | Beipiaopterus |
|  |               |
|  | Gegepterus    |
|  |               |

|  | Moganopterus |
|  |              |
|  | Feilongus    |
|  |              |

|  | Huanhepterus                                                      |
|  |                                                                   |
|  | \| \| Plataleorhynchus \| \| \| \| \| \| Gnathosaurus \| \| \| \| |
|  |                                                                   |
|  | Plataleorhynchus                                                  |
|  |                                                                   |
|  | Gnathosaurus                                                      |
|  |                                                                   |

|  | Plataleorhynchus |
|  |                  |
|  | Gnathosaurus     |
|  |                  |

|  | Huanhepterus                                                      |
|  |                                                                   |
|  | \| \| Plataleorhynchus \| \| \| \| \| \| Gnathosaurus \| \| \| \| |
|  |                                                                   |
|  | Plataleorhynchus                                                  |
|  |                                                                   |
|  | Gnathosaurus                                                      |
|  |                                                                   |

|  | Plataleorhynchus |
|  |                  |
|  | Gnathosaurus     |
|  |                  |

|  | Huanhepterus                                                      |
|  |                                                                   |
|  | \| \| Plataleorhynchus \| \| \| \| \| \| Gnathosaurus \| \| \| \| |
|  |                                                                   |
|  | Plataleorhynchus                                                  |
|  |                                                                   |
|  | Gnathosaurus                                                      |
|  |                                                                   |

|  | Plataleorhynchus |
|  |                  |
|  | Gnathosaurus     |
|  |                  |

|  | Huanhepterus                                                      |
|  |                                                                   |
|  | \| \| Plataleorhynchus \| \| \| \| \| \| Gnathosaurus \| \| \| \| |
|  |                                                                   |
|  | Plataleorhynchus                                                  |
|  |                                                                   |
|  | Gnathosaurus                                                      |
|  |                                                                   |

|  | Plataleorhynchus |
|  |                  |
|  | Gnathosaurus     |
|  |                  |

|  | Moganopterus |
|  |              |
|  | Feilongus    |
|  |              |

|  | Huanhepterus                                                      |
|  |                                                                   |
|  | \| \| Plataleorhynchus \| \| \| \| \| \| Gnathosaurus \| \| \| \| |
|  |                                                                   |
|  | Plataleorhynchus                                                  |
|  |                                                                   |
|  | Gnathosaurus                                                      |
|  |                                                                   |

|  | Plataleorhynchus |
|  |                  |
|  | Gnathosaurus     |
|  |                  |

|  | Huanhepterus                                                      |
|  |                                                                   |
|  | \| \| Plataleorhynchus \| \| \| \| \| \| Gnathosaurus \| \| \| \| |
|  |                                                                   |
|  | Plataleorhynchus                                                  |
|  |                                                                   |
|  | Gnathosaurus                                                      |
|  |                                                                   |

|  | Plataleorhynchus |
|  |                  |
|  | Gnathosaurus     |
|  |                  |

|  | Huanhepterus                                                      |
|  |                                                                   |
|  | \| \| Plataleorhynchus \| \| \| \| \| \| Gnathosaurus \| \| \| \| |
|  |                                                                   |
|  | Plataleorhynchus                                                  |
|  |                                                                   |
|  | Gnathosaurus                                                      |
|  |                                                                   |

|  | Plataleorhynchus |
|  |                  |
|  | Gnathosaurus     |
|  |                  |

|  | Huanhepterus                                                      |
|  |                                                                   |
|  | \| \| Plataleorhynchus \| \| \| \| \| \| Gnathosaurus \| \| \| \| |
|  |                                                                   |
|  | Plataleorhynchus                                                  |
|  |                                                                   |
|  | Gnathosaurus                                                      |
|  |                                                                   |

|  | Plataleorhynchus |
|  |                  |
|  | Gnathosaurus     |
|  |                  |

|  | Moganopterus |
|  |              |
|  | Feilongus    |
|  |              |

|  | Huanhepterus                                                      |
|  |                                                                   |
|  | \| \| Plataleorhynchus \| \| \| \| \| \| Gnathosaurus \| \| \| \| |
|  |                                                                   |
|  | Plataleorhynchus                                                  |
|  |                                                                   |
|  | Gnathosaurus                                                      |
|  |                                                                   |

|  | Plataleorhynchus |
|  |                  |
|  | Gnathosaurus     |
|  |                  |

|  | Huanhepterus                                                      |
|  |                                                                   |
|  | \| \| Plataleorhynchus \| \| \| \| \| \| Gnathosaurus \| \| \| \| |
|  |                                                                   |
|  | Plataleorhynchus                                                  |
|  |                                                                   |
|  | Gnathosaurus                                                      |
|  |                                                                   |

|  | Plataleorhynchus |
|  |                  |
|  | Gnathosaurus     |
|  |                  |

|  | Huanhepterus                                                      |
|  |                                                                   |
|  | \| \| Plataleorhynchus \| \| \| \| \| \| Gnathosaurus \| \| \| \| |
|  |                                                                   |
|  | Plataleorhynchus                                                  |
|  |                                                                   |
|  | Gnathosaurus                                                      |
|  |                                                                   |

|  | Plataleorhynchus |
|  |                  |
|  | Gnathosaurus     |
|  |                  |

|  | Huanhepterus                                                      |
|  |                                                                   |
|  | \| \| Plataleorhynchus \| \| \| \| \| \| Gnathosaurus \| \| \| \| |
|  |                                                                   |
|  | Plataleorhynchus                                                  |
|  |                                                                   |
|  | Gnathosaurus                                                      |
|  |                                                                   |

|  | Plataleorhynchus |
|  |                  |
|  | Gnathosaurus     |
|  |                  |

|  | Moganopterus |
|  |              |
|  | Feilongus    |
|  |              |

|  | Huanhepterus                                                      |
|  |                                                                   |
|  | \| \| Plataleorhynchus \| \| \| \| \| \| Gnathosaurus \| \| \| \| |
|  |                                                                   |
|  | Plataleorhynchus                                                  |
|  |                                                                   |
|  | Gnathosaurus                                                      |
|  |                                                                   |

|  | Plataleorhynchus |
|  |                  |
|  | Gnathosaurus     |
|  |                  |

|  | Huanhepterus                                                      |
|  |                                                                   |
|  | \| \| Plataleorhynchus \| \| \| \| \| \| Gnathosaurus \| \| \| \| |
|  |                                                                   |
|  | Plataleorhynchus                                                  |
|  |                                                                   |
|  | Gnathosaurus                                                      |
|  |                                                                   |

|  | Plataleorhynchus |
|  |                  |
|  | Gnathosaurus     |
|  |                  |

|  | Huanhepterus                                                      |
|  |                                                                   |
|  | \| \| Plataleorhynchus \| \| \| \| \| \| Gnathosaurus \| \| \| \| |
|  |                                                                   |
|  | Plataleorhynchus                                                  |
|  |                                                                   |
|  | Gnathosaurus                                                      |
|  |                                                                   |

|  | Plataleorhynchus |
|  |                  |
|  | Gnathosaurus     |
|  |                  |

|  | Huanhepterus                                                      |
|  |                                                                   |
|  | \| \| Plataleorhynchus \| \| \| \| \| \| Gnathosaurus \| \| \| \| |
|  |                                                                   |
|  | Plataleorhynchus                                                  |
|  |                                                                   |
|  | Gnathosaurus                                                      |
|  |                                                                   |

|  | Plataleorhynchus |
|  |                  |
|  | Gnathosaurus     |
|  |                  |